# 嫩多夫
嫩多夫是德国下萨克森州的一个市镇。总面积6.86平方公里，总人口726人，其中男性344人，女性382人（2011年12月31日），人口密度106人/平方公里。